# بوکووینا بوبژانگسکا
بوکووینا بوبژانگسکا (به لهستانی: Bukowina Bobrzańska}} یک روستا در لهستان است که در گمینا ژاگانگ واقع شده‌است.